# 溝口健二
溝口 健二（1898年5月16日—1956年8月24日）是一位日本電影史上最重要的導演和編劇，出生於東京。
溝口健二的長鏡頭及場面調度聞名於世，他那如捲開軸畫的全景長鏡頭美學，以及「一場一鏡」的手法啟發了法國新浪潮導演們如尚盧·高達、賈克·希維特等。他的作品擅長描寫女性，有強烈的新寫實主義和女性主義色彩，以鏡頭展示女性的苦痛和婉柔。
他的著作《雨月物語》（1953）被認為是史上其中一部最出色的電影作品，在第14屆威尼斯影展贏得銀獅獎，並且長期在英國權威雜誌《視與聽》的「電影史上最偉大的10部電影」評選高距前十名。溝口健二其餘佳作包括《殘菊物語》（1939）、《西鶴一代女》（1952）和《山椒大夫》（1954）。

## 風格
溝口健二擅長描寫女性的情緒與形象，而男性通常都是反派角色。溝口健二與當時的女演員田中絹代曾經合作過許多電影。

## 作品
- 1923年：
  - 《愛與復甦之日（日语：愛に甦へる日 (1923年の映画)）》
  - 《813（日语：813 (小説)）》
- 1925年：《故鄉之歌（日语：ふるさとの歌）》
- 1926年：
  - 《紙人在春天的私語（日语：紙人形春の囁き)）》
  - 《我是罪（日语：己が罪）》
- 1927年：《慈悲心鳥（日语：慈悲心鳥）》
- 1929年：
  - 《日本橋（日语：愛に甦へる日 (1923年の映画)）》
  - 《朝日燦爛（英语：The Morning Sun Shines）》
  - 《東京行進曲（日语：東京行進曲）》
  - 《都會交響曲（日语：都会交響楽）》
- 1930年：
  - 《藤原義江的故鄉（日语：藤原義江のふるさと）》
  - 《唐人阿吉（日语：唐人お吉 (小説)）》
- 1933年：《白絹之瀑（日语：瀧の白糸）》
- 1934年：《愛憎之顛（日语：愛憎峠）》
- 1935年：
  - 《折紙鶴的阿千（日语：折鶴お千）》
  - 《阿吉小姐（日语：お嬢お吉）》
  - 《虞美人草（日语：虞美人草 (映画)）》
- 1936年：
  - 《浪華悲歌（日语：浪華悲歌）》
  - 《衹園姊妹（日语：祇園の姉妹）》
- 1937年：《愛怨峽谷（日语：愛怨峡）》
- 1939年：《殘菊物語（日语：残菊物語）》
- 1940年：《浪花女（日语：浪花女）》
- 1941年：
  - 《一個演員的生涯（日语：芸道一代男 (映画)）》
  - 《元祿忠臣藏：前篇（日语：元禄忠臣蔵）》
- 1942年：《元祿忠臣藏：後篇（日语：元禄忠臣蔵）》
- 1946年：《歌女五美圖（日语：歌麿をめぐる五人の女 (1946年の映画)）》
- 1947年：《女優須磨子之戀（日语：女優須磨子の恋）》
- 1948年：《夜之女（日语：夜の女たち）》
- 1949年：《我的愛在燃燒（日语：わが恋は燃えぬ）》
- 1950年：《雪夫人繪圖（日语：雪夫人絵図）》
- 1951年：
  - 《阿游小姐（日语：お遊さま）》
  - 《武藏野夫人（日语：武蔵野夫人）》
- 1952年：《西鶴一代女》－ 榮獲威尼斯影展銀獅獎
- 1953年：
  - 《雨月物語》－ 榮獲威尼斯影展銀獅獎
  - 《祇園囃子（日语：祇園囃子 (1953年の映画)）》
- 1954年：
  - 《山椒大夫》－ 榮獲威尼斯影展銀獅獎
  - 《謠言的女人（日语：噂の女 (1954年の映画)）》
  - 《近松物語（日语：近松物語）》－ 提名坎城影展金棕櫚獎
- 1955年：
  - 《新・平家物語（日语：新・平家物語 (映画)）》
  - 《楊貴妃》
- 1956年：《赤線地帶（日语：赤線地帯）》－ 提名威尼斯影展金獅獎

## 外部連結
- Kenji Mizoguchi在互联网电影资料库（IMDb）上的資料（英文）
- 溝口健二 - 人と作品 個人の研究サイト
- 日本映画データベース：溝口健二 （页面存档备份，存于）  - 全フィルモグラフィー

1. ↑  .   [2016-10-07]. （原始内容存档于2016-10-09）.
2. ↑  .   [2016-10-07]. （原始内容存档于2016-10-09）.